# Kalkku
Kalkku est un quartier de Tampere en Finlande .

## Vues de Mustavuori

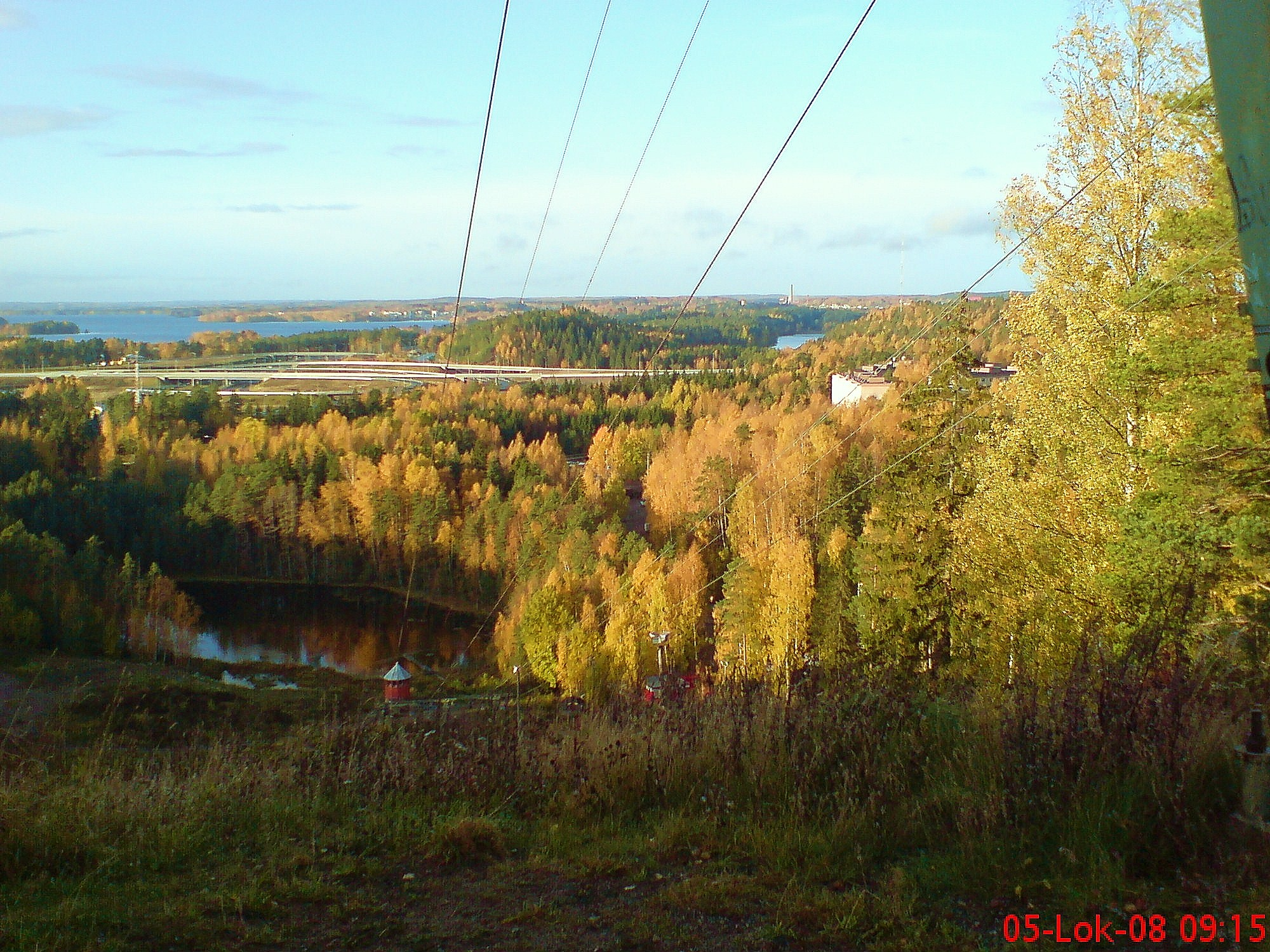
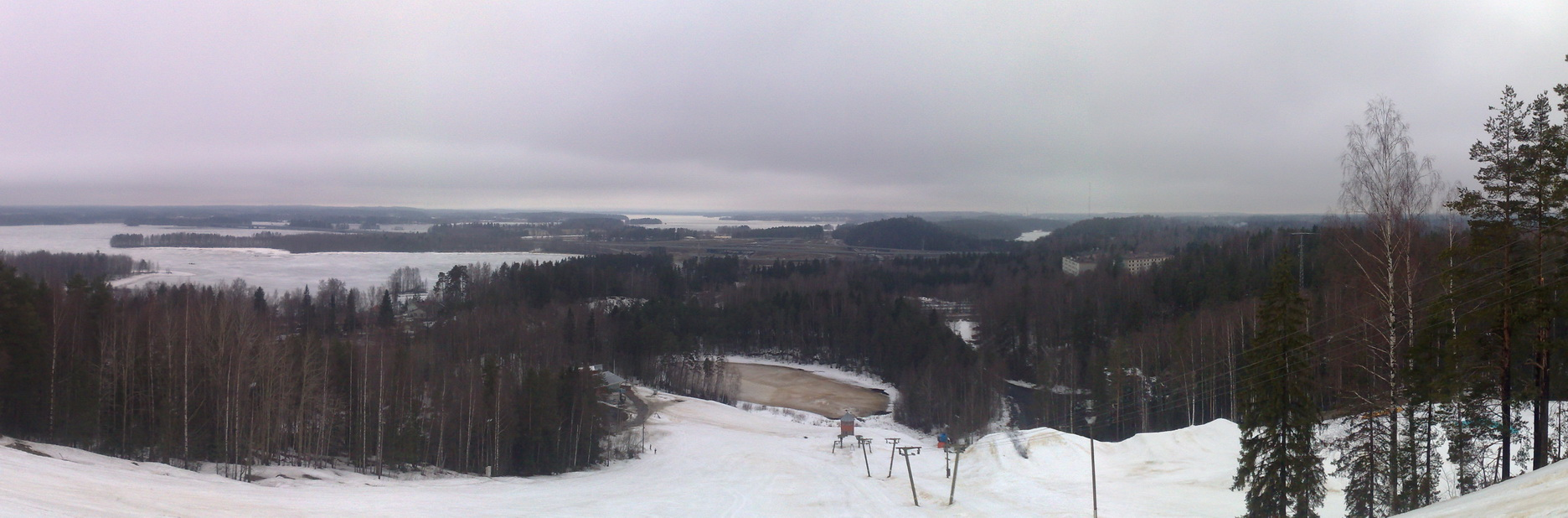
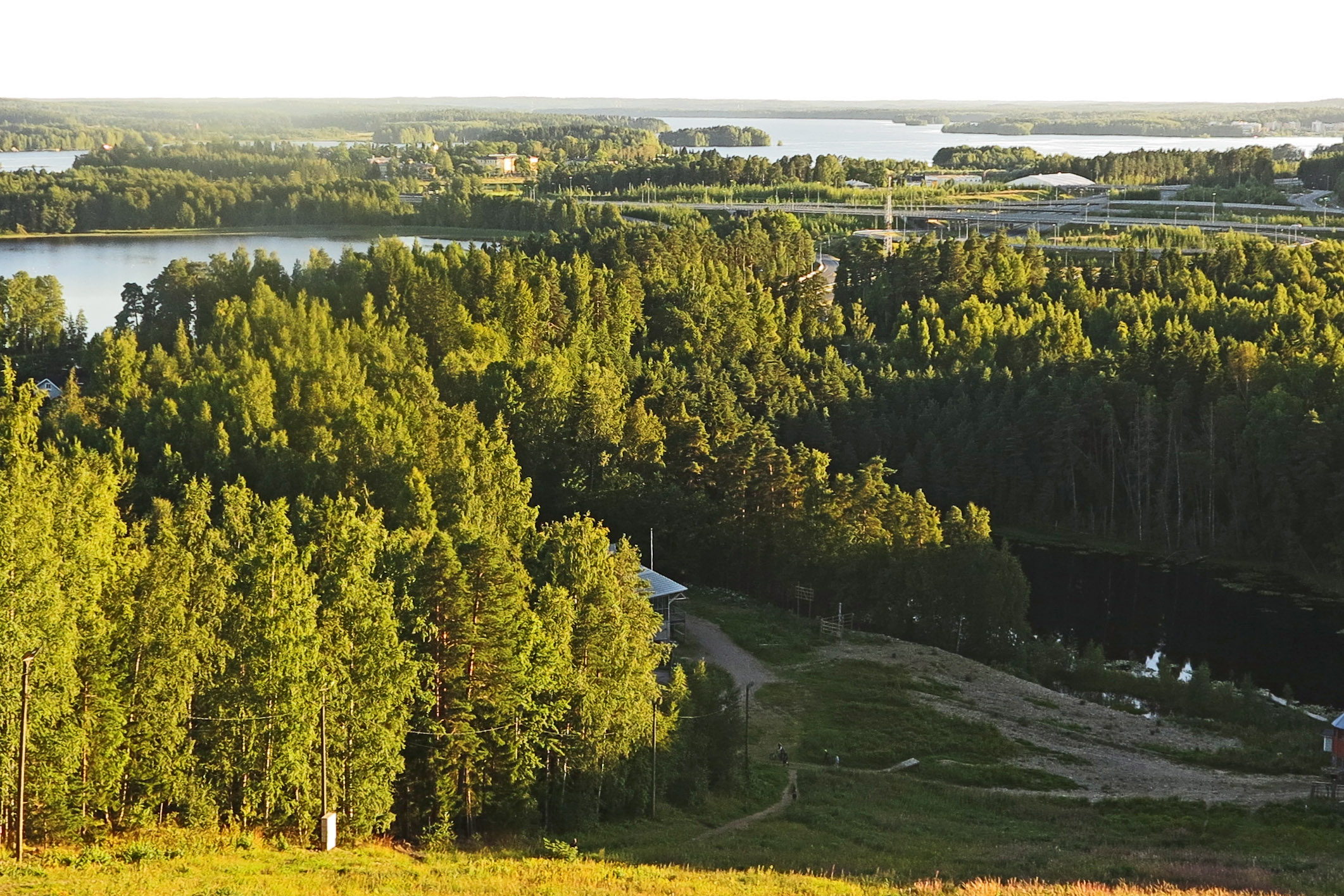
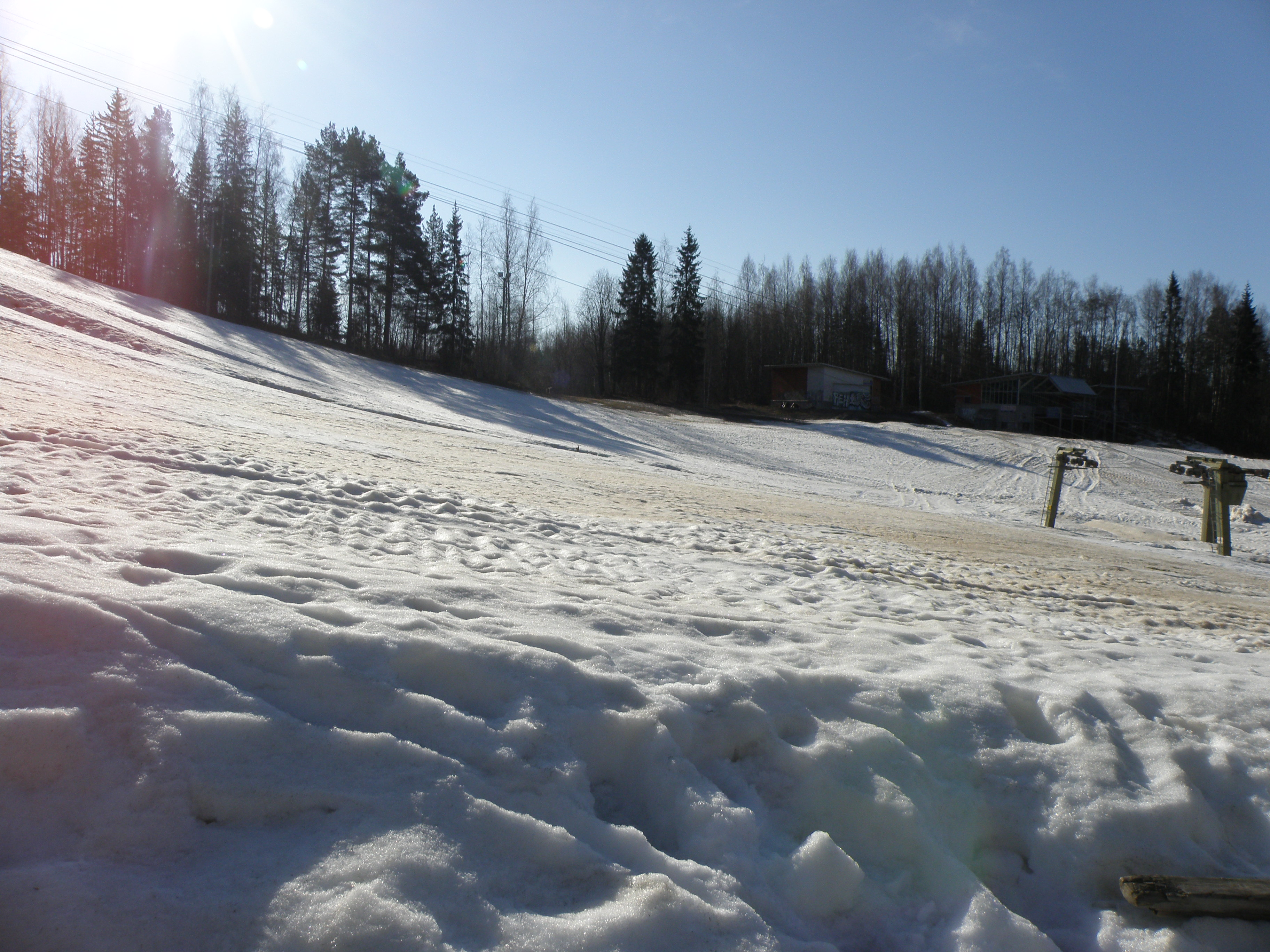